# Свердловский областной краеведческий музей
Свердловский областной краеведческий музей имени О. Е. Клера — крупнейшее на Урале музейное объединение, филиалы которого расположены в 10 городах Свердловской области.

## История
Датой основания музея считается 29 декабря 1870 (10 января 1871) — день открытия в Екатеринбурге Уральского общества любителей естествознания (УОЛЕ). Инициатором создания УОЛЕ выступил Онисим Егорович Клер — преподаватель французского языка в мужской гимназии, где первое время и действовало общество.
На открытии УОЛЕ состоялось и учреждение краеведческого музея, в коллекцию которого были принесены первые дары — книги, минералы, заспиртованная змея и др. Первое время коллекции и книги либо временно оставались у самих дарителей, либо размещались дома у членов УОЛЕ. Только в августе 1871 года УОЛЕ были предложены две небольшие комнаты в одном из зданий горного ведомства.
Первыми начали формироваться 4 коллекции: зоологическая, минералогическая, палеонтологическая и ботаническая. В 1873 году было положено начало нумизматической коллекции: от неизвестного жертвователя поступили первые 40 монет. В 1873 году, когда ученик реального училища Алексей Брюханов принёс О. Е. Клеру предмет, похожий на каменный топор, началось формирование археологической коллекции музея. В 1874 году переданная смотрителем рудника членом УОЛЕ И. Н. Приваловым коллекция образцов тонкого листового железа и меди Нижне-Тагильского завода легла в основу промышленного отдела музея.
В 1874 году музей УОЛЕ переехал в новое, более просторное помещение, принадлежащее горному ведомству, однако возможности экспонировать по-прежнему не было.

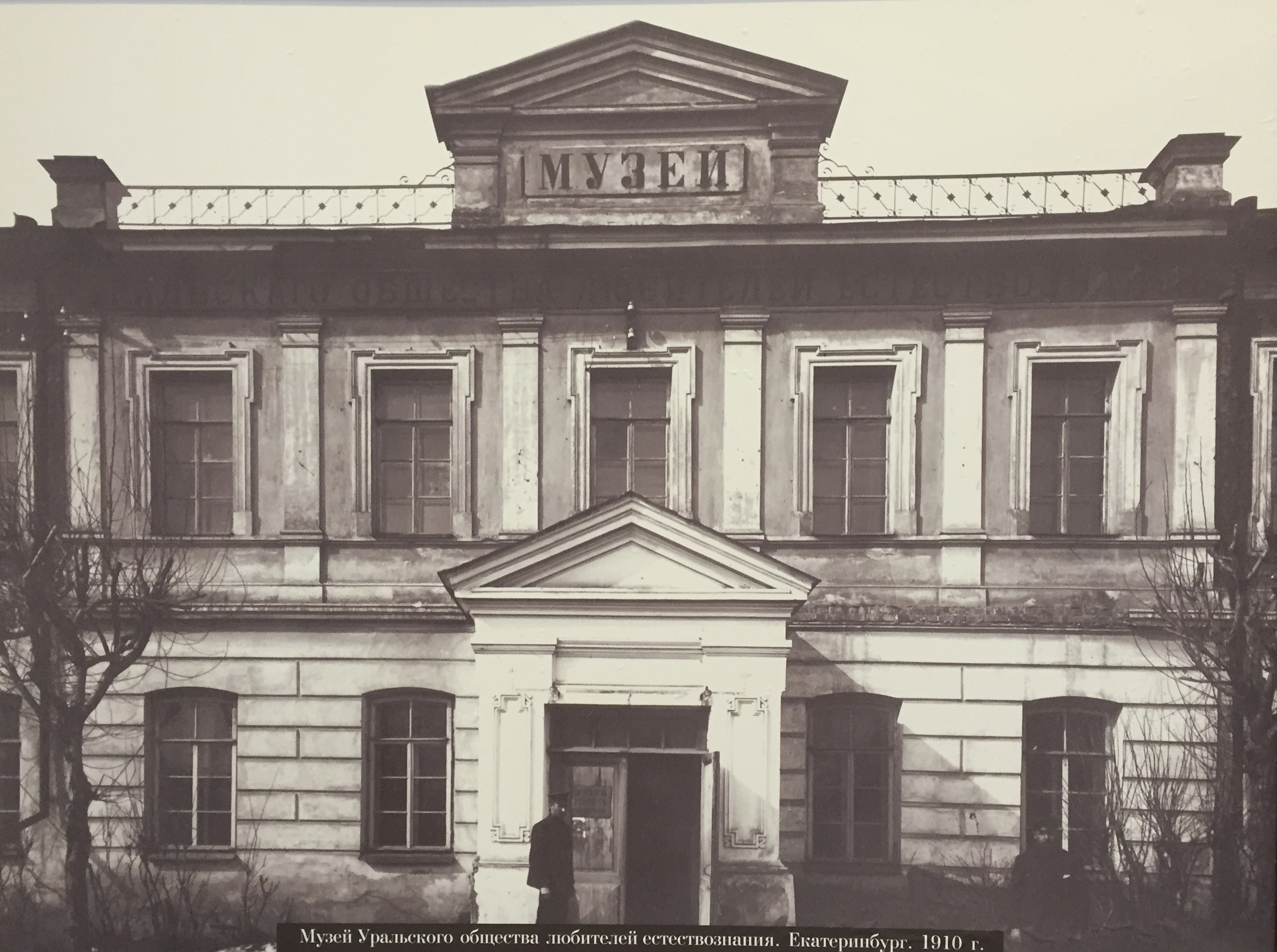
Музей УОЛЕ. Фото 1910 года

В 1887 году по инициативе УОЛЕ в Екатеринбурге на месте прежнего железоделательного завода с большим успехом прошла Сибирско-Уральская научно-промышленная выставка. По итогам выставки значительная часть экспонатов была передана в музей УОЛЕ.
Годом ранее главный начальник уральских заводов И. П. Иванов уступил УОЛЕ часть одного из корпусов горного ведомства (в бесплатное временное пользование на 10 лет), находящегося в центре Екатеринбурга, во дворе за Уральским горным правлением. Предполагалось, что временно в нём разместятся научные отделы выставки, а по окончании её — музей УОЛЕ.
Благодаря экспонатам, пожертвованным с Сибирско-Уральской научно-промышленной выставки, фонд музея увеличился более чем вдвое и насчитывал на 1 января 1888 года 13 064 предмета. Крупнейшей среди коллекций была зоологическая — 7 054 предмета.
Открытие музея для посещения состоялось 27 декабря 1888 года. За 1-й месяц работы музей посетило 340 человек, за первые 3 месяца — 596 человек, за весь первый год — 1 293 человека.
В 1891 году УОЛЕ принято под покровительство великим князем Михаилом Николаевичем, что позволило в итоге с 1 июля 1895 года получать ежегодное пособие из госказны в 2 000 рублей «с целью предоставить Обществу возможность расширить 25-летнюю полезную деятельность и обеспечить благоустройство основанных им учреждений» (в 1911—1917 УОЛЕ находилось под покровительством великого князя Николая Михайловича).
В 1901 году в музее была заведена коллегиальная система руководства, создано 10 отделов (ботанический, зоологический, палеонтологический, минералогический, геологический, энтомологический, антропологический, археологический, этнографический, нумизматический) и 2 коллекции (художественная и историческая). К 1 января 1912 года в музее было уже 17 отделов, а фонды насчитывали 28 891 предмет.
29 декабря 1895 г. в музее случился большой пожар. Вместе с другими коллекциями сильно пострадала зоологическая, и многое в ней пришлось восстанавливать заново. Данный пожар вновь поднял вопрос о выделении музею нового помещения. Было решено основать фонд на постройку собственного здания музея, выйти с ходатайствами в правительство и Екатеринбургскую городскую думу. Последняя откликнулась быстро: на своём экстренном заседании 16 октября 1910 года Дума постановила «отвести бесплатно УОЛЕ под постройку здания музея участок городской земли на Дровяной площади, сзади нового театра пространством до 1 тысяч 800 кв. саженей с тем, чтобы наружный вид здания музея в архитектурном отношении вполне гармонировал со зданием нового театра… и чтобы музей и принадлежащая музею библиотека именовались Музеем имени Императора Александра II в память 19 февраля 1861 г.».
19 февраля 1911 года, в день 50-й годовщины освобождения крепостных крестьян, на пожертвованной городом земле, в присутствии министра народного просвещения Льва Аристидовича Кассо, пермского губернатора Виктора Александровича Лопухина, епископа Екатеринбургского и Ирбитского Митрофана, главного начальника уральских заводов Павла Петровича Боклевского, екатеринбургского городского головы Александра Евлампиевича Обухова состоялась торжественная закладка нового здания музея УОЛЕ. Тем не менее, к разработке нового архитектурного проекта приступили только 7 августа 1913 года, когда исходя из разрешения Министерства народного просвещения от 30 мая 1913 года на право УОЛЕ владеть недвижимостью, общество вступило во владение землёю на выделенном участке. Однако с началом первой мировой войны в обещанных ассигнованиях на постройку музея обществу было отказано, и проект, оценённый в 450 тысяч рублей, остался лишь на бумаге.
В 1910-е годы резко выросла посещаемость музея — до 13-14 тысяч человек в год. Во многом это было связано с прибытием в Екатеринбург большого числа военнослужащих, находившихся на излечении раненых в боевых действиях Первой мировой войны, эвакуированных. В августе 1918 года в составе музея был создан геодезический отдел.

### Советское время
На 1 января 1920 года музей насчитывал в своих фондах 42020 предметов, 11 отделов. Посещаемость его продолжала расти — в 1924 году музей принял 21420 человек.
В мае-июне 1923 года музей был закрыт в связи с арестом президента УОЛЕ М. О. Клера.
В конце 1925 года музей был выделен из состава УОЛЕ и получил новый статус — Уральского областного государственного музея. При музее был создан учёный совет, куда вошли все члены правления УОЛЕ. Позже, на базе коллекций музея УОЛЕ, были открыты несколько музеев в Свердловске — музей изобразительных искусств (в 1923 году на основе художественного отдела музея создаётся галерея старинной живописи, а с 1936 года, после пополнения произведениями социалистического реализма, — Свердловская картинная галерея как отдельный музей), литературный музей Д. Н. Мамина-Сибиряка (открыт в 1940 году).
Преобразование Музея УОЛЕ в государственный преследовало цель создания исторической экспозиции в качестве иллюстрации к историко-партийному курсу. Экспозиции отличались «идейно выдержанным характером» в соответствии с официальными установками.
После реорганизации единственное здание музея (ул. Ленина, 28) использовалось для хранения фондов, а для посетителей музей был закрыт. 1 октября 1926 года, согласно постановлению президиума горсовета Свердловска от 20 августа 1926 года, музею было предоставлено ещё одно помещение — на ул. Ленина, 24 в здании двухэтажного Нового Гостиного двора. Здесь расположились краеведческие отделы областного музея: живой и неживой природы, археологии, этнографии и уральской промышленности. Кроме того, музей получил здание бывшей церкви Горного училища, где был открыт для посещения художественный отдел, предлагавший для осмотра галерею старинной живописи и предметы каслинского художественного литья. В итоге, в 1927 году музей был вновь открыт для посетителей.
Также в это время музей имел несколько комнат в клубе Вайнера и экспозиционные площади на ул. 8-е марта, 25 (служба охраны Пермской железной дороги).
На 1 января 1941 года в фондах музея насчитывалось 120 тыс. единиц хранения, до 40 % из которых использовались в экспозиционном показе.
В октябре 1941 года музей закрывается, а его помещения изымаются. Памятники и коллекции музея были законсервированы. При этом часть памятников и часть архива музея погибли во время срочного демонтажа экспозиции, а позже при затоплении хранилища в результате прорыва водовода. На Воеводина музею оставили небольшое помещение в 50 м²., где были размещены комната канцелярии, библиотека и холодный склад для хранения фондов. В этот период на учёте в музее состояло 130 тыс. экспонатов. На остальных 600 м². разместили общежитие, столовую, сапожную мастерскую УЗТМ и конструкторское бюро Завода № 37, выпускавшего танки.
В 1946 году музей получает помещения Вознесенской церкви, где разворачиваются экспозиции по истории края. Другим зданием музея оставался дом по ул. Воеводина, 4, где разместился отдел природы, фонды, библиотека.
К 1960 году здание на Воеводина было признано аварийным и подлежало сносу. В апреле 1960 года в распоряжение музея передано здание собора Александра Невского в Зелёной Роще Екатеринбурга. После того как здание было приведено в порядок, в нём размещают новую экспозицию отдела природы, фонды, архив и научную библиотеку. Позже в здании собора был размещён Планетарий, а в подвале — реставрационная мастерская. Экспозиция отдела природы, оборудованная здесь, стала эталоном для краеведческих музеев, поэтому для знакомства с ней приезжали музейные специалисты из разных регионов СССР.
Также в запасниках музея в соборе хранились мощи Святого праведного Симеона Верхотурского, которые в 1989 были переданы Церкви и в 1991 перенесены в Верхотурье.
В 60-е годы особое внимание было уделено поставке музейного дела на научную основу — на научно-учётную документацию стали переводиться памятники коллекционного фонда, систематизироваться коллекции и фонд научной библиотеки (выделяется фонд редкой книги).
Также в 60-е годы велась интенсивная работа по созданию музеев в области на принципах общественной работы на местах. Ветераны-энтузиасты собирали материалы, памятники, создавали свои музейные Советы, привлекали местное население, школьников, использовали свои связи. Первыми появились музеи в Нижней Салде и Ревде, затем музей декабристов в Туринске, в 1967 году — музей Павлика Морозова в Тавде, музеи в Артях и Полевском, Берёзовский музей золото-платиновой промышленности на Урале. Был создан музей Чайковского в Алапаевске, краеведческие музеи в Североуральске и Серове.
В 1970 году музею передан собор Александра Невского в посёлке Шурала возле Невьянска, который вскоре был приспособлен для хранения крупногабаритных памятников.
Решением Свердловского облисполкома от 14 марта 1978 года и Министерства культуры РСФСР Свердловский областной краеведческий музей был преобразован в музейное объединение во главе с генеральным директором А. Д. Бальчуговым с филиалами в Екатеринбурге и области (постановление Министерства культуры РСФСР от 20 июля 1979 года). Помимо филиалов в музее были созданы новые отделы — методический, выставок, реставрационный.
В 1978 году основная историческая экспозиция в Вознесенской церкви была закрыта в связи с аварийностью здания и необходимостью его реставрации. Первоначально предполагалось, что экспозиция переедет в отремонтированное здание на ул. Воеводина, 5. Однако решением обкома КПСС здание было отдано музею изобразительных искусств.
В марте 1987 музею передано здание-памятник архитектуры XIX века на ул. Малышева, 46, которое в дореволюционное время принадлежало уральскому предпринимателю Альфонсу Фомичу Поклевскому-Козелл. 22 мая 1988 года там открылась экспозиция по истории Урала XX века.
В 80-е годы улучшена была реставрационная мастерская, появилась таксидермическая мастерская. На местах обновлялись экспозиции — в Музее П. И. Чайковского в Алапаевске появилась уникальная коллекция музыкальных инструментов. Модернизировались экспозиции в Берёзовском (история золото-платиновой промышленности Урала), Полевском (историческая), Тавде (лесная и деревообрабатывающая промышленность), в селе Герасимовка (музей Павлика Морозова), Сысерти (историко-краеведческая), Алапаевске (краеведческая), в Пышме (история земледелия и быта крестьян), в деревне Зырянка (дом музей семьи Н. И. Кузнецова), исторические экспозиции в Невьянске, Каменск-Уральском, Серове. В 1986 году открыт Музей радио им. А. С. Попова, где впервые в истории краеведческого музея использованы аудиовизуальные средства.

### После 1991 года
В 1991 году здания Вознесенского храма, собора Александра Невского в Зелёной Роще и церкви Александра Невского в посёлке Шурала переданы Церкви, а музей получает здания Дома культуры им. Ф. Э. Дзержинского (пр-т Ленина 69/10) и памятника промышленной архитектуры «Малые кузницы» (ул. Горького, 4), в котором уже в 1993 году открыл свои двери для посетителей Музей природы Урала. Однако перевод экспонатов в новые здания затянулся почти на 10 лет и был полностью закончен только в феврале 2005 года. К этому времени фонды музея включали уже более 600 тысяч экспонатов.
Кроме того, в 1991 году музей получил деревянное здание — особняк купцов Агафуровых на ул. Сакко и Ванцетти, 28. Также музею было передано здание бывшей аптеки по проспекту Ленина, 39, на площадях которого создан Музей истории камнерезного и ювелирного искусства Урала.
В начале 90-х в музее создан новый отдел — служба развития, ориентированную на привлечение финансовых средств за счёт новых видов деятельности по оказанию платных услуг, а также выручки от реализации продукции.
В 1994 году создан и открыт Музей истории плодового садоводства Среднего Урала в доме и на территории усадьбы первого садовода-селекционера Урала Дмитрия Ивановича Казанцева по ул. Октябрьской революции, 40. В 1998 году при Музее радио им. А. С. Попова начинает функционировать Планетарий, восстановленный на благотворительные пожертвования предприятий связи.
С 1998 года, при содействии сотрудников Государственного Эрмитажа, функционируют ежегодные курсы обучения и повышения квалификации художников-реставраторов по программе Эрмитажной школы реставрации.
28 декабря 2001 года открыл свои двери обновлённый Музей природы на ул. Горького, 4. В конце 2002 года музей получил новое здание на Сибирском тракте в Екатеринбурге для размещения фондохранилища. В начале 2003 года завершён капитальный ремонт в ДК им. Ф. Э. Дзержинского.

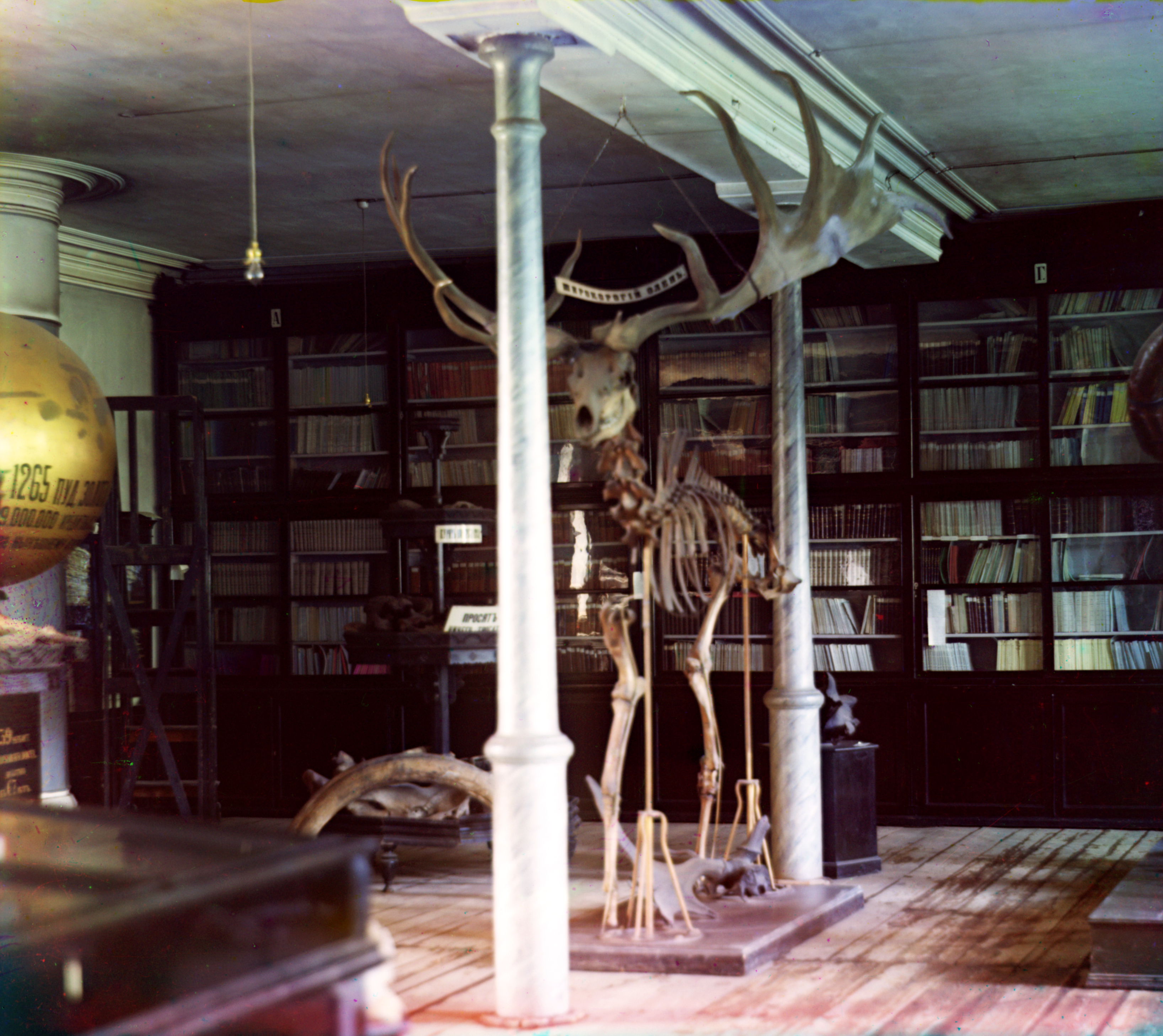
Скелет большерогого оленя в музее УОЛЕ. Фото 1910 года

В 2004 году музей первым в стране принял выставку ювелирных изделий Карла Фаберже, где её посетило более 100 тыс. человек.
В 2013 году на базе музея создан Центр инновационных музейных технологий. Также в эти годы музей запускает новый проект «Шедевры частных коллекций», позволяя ознакомиться с раритетами из собраний екатеринбургских коллекционеров.
На 2016 год коллекции музея включают в себя 725 588 экспонатов. Ежегодное число посетителей — около 270 тысяч человек в год.

### Наименования музея
- Музей УОЛЕ (1871—1925)
- Уральский областной государственный музей (1925—1934)
- Свердловский областной краеведческий музей (1934—1979, с 1994)
- Свердловский государственный объединённый историко-революционный музей (1979—1987)
- Свердловский государственный объединённый историко-краеведческий музей (1987—1994)

## Структура

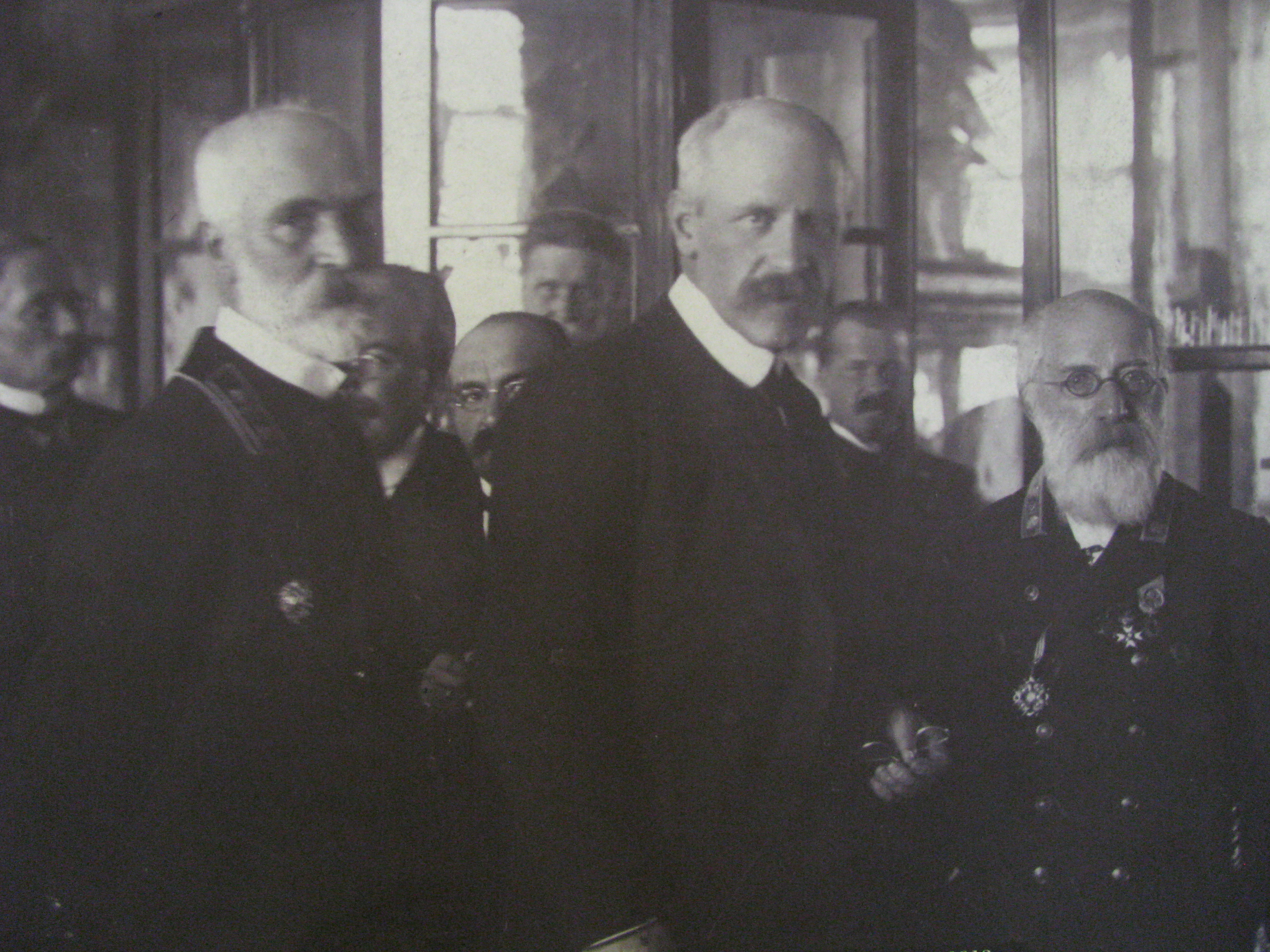
Норвежский учёный Фритьоф Нансен в музее УОЛЕ, 1913 год

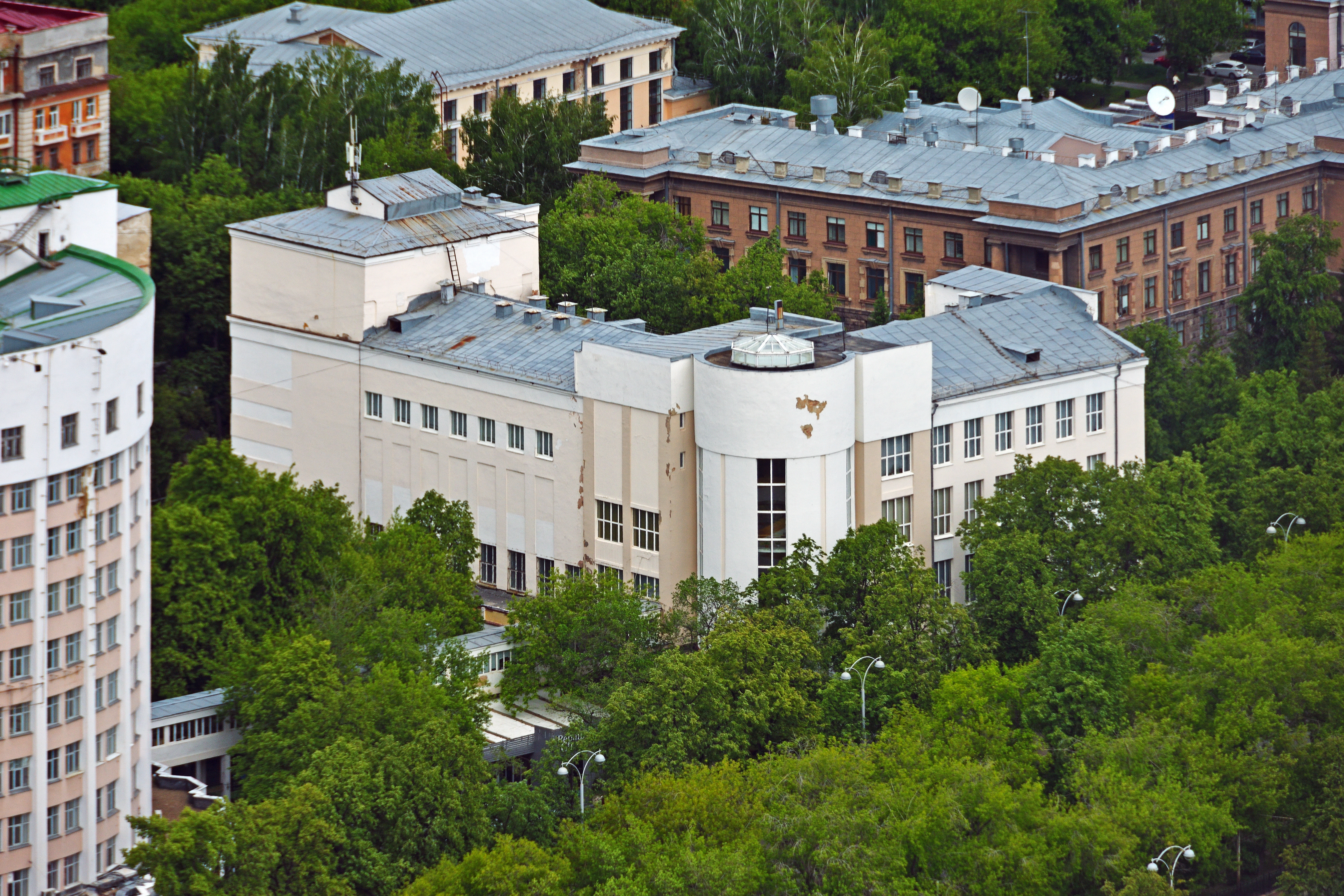
Музей истории и археологии Урала

В Екатеринбурге располагает семью музейными площадками:
- Музей истории и археологии Урала;
- Музей природы;
- Музейно-выставочный центр «Дом Поклевских-Козелл»;
- Музей радио им. А. С. Попова (открыт в 1986 году);
- Музей истории плодового садоводства Среднего Урала (открыт в 1994 году);
- Художественный музей Эрнста Неизвестного (открыт в 2013 году);
- Музейный клуб «Дом Агафуровых» (открыт в 2015 году)[19].

Отделения в Свердловской области:
- Полевской
  - Исторический музей города Полевского:
- Сысерть
  - Сысертский Краеведческий музей;
- Берёзовский
  - Музей золота;
- Асбест
  - Асбестовский исторический музей;
- Пышма
  - Пышминский музей земледелия и крестьянского быта;
- Алапаевск
  - Алапаевский краеведческий музей;
  - Алапаевский мемориальный дом-музей П. И. Чайковского;
- Туринск
  - Туринский краеведческий музей;
  - Туринский дом-музей декабристов;
- Карпинск
  - Карпинский краеведческий музей.

## Уникальные коллекции и экспонаты

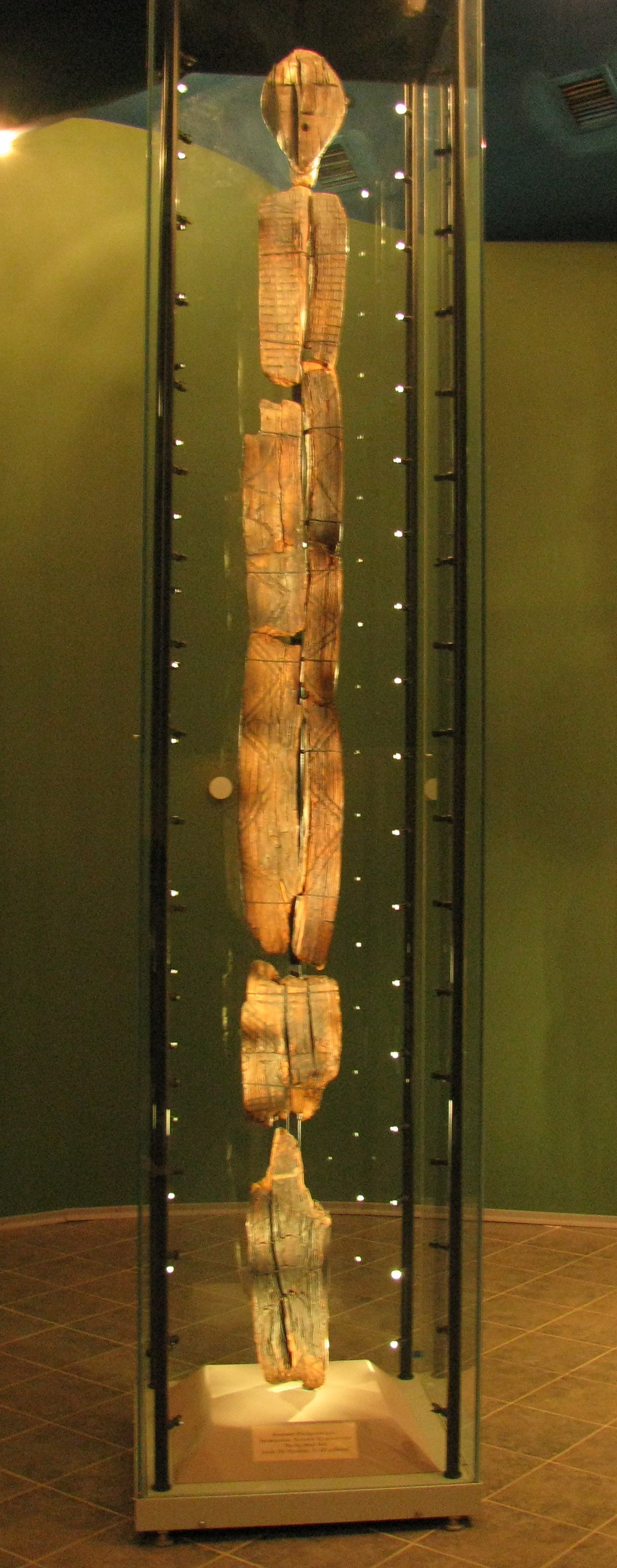
Шигирский идол. Общий вид скульптуры

- Шигирская коллекция древних орудий из дерева, кости, камня, металла (от мезолита до раннего железного века)

Главной достопримечательностью экспозиции является памятник истории мирового значения — самая древняя известная человечеству сохранившаяся деревянная скульптура — Большой Шигирский идол. Она была извлечена в конце XIX века при золотодобыче рабочими приисков на Шигирском торфянике (район г. Кировграда). Было установлено, что уральский идол в два раза старше пирамид и фараонов — его возраст 9,5 тысяч лет.
- Коллекция медной посуды начала XVIII в.
- Коллекция Невьянской старообрядческой иконы
- Коллекция книг из библиотеки В. Н. Татищева (182 тома, 237 книг[7])
- Коллекция книг из библиотеки Н. К. Чупина (1 232 тома[7])
- Каслинское литьё
- Коллекция образцов уральских яшм
- Коллекция морских раковин (103 вида, передана в 1883 году в дар от английского минералога Р. Дэмона)
- Нумизматическая коллекция (монеты, платы, угольные печатки Екатеринбургского Монетного двора, собрание платиновых, золотых, серебряных и медных монет России и многих стран мира разных времён)
- Скелет большерогого оленя (найден вблизи деревни Галкиной Камышловского уезда в 1886 году)
- Скелет мамонта (найден крестьянами вблизи деревни Нижней Пуртовой Балаирской волости Камышловского уезда в 1897 году)

## Руководители музея

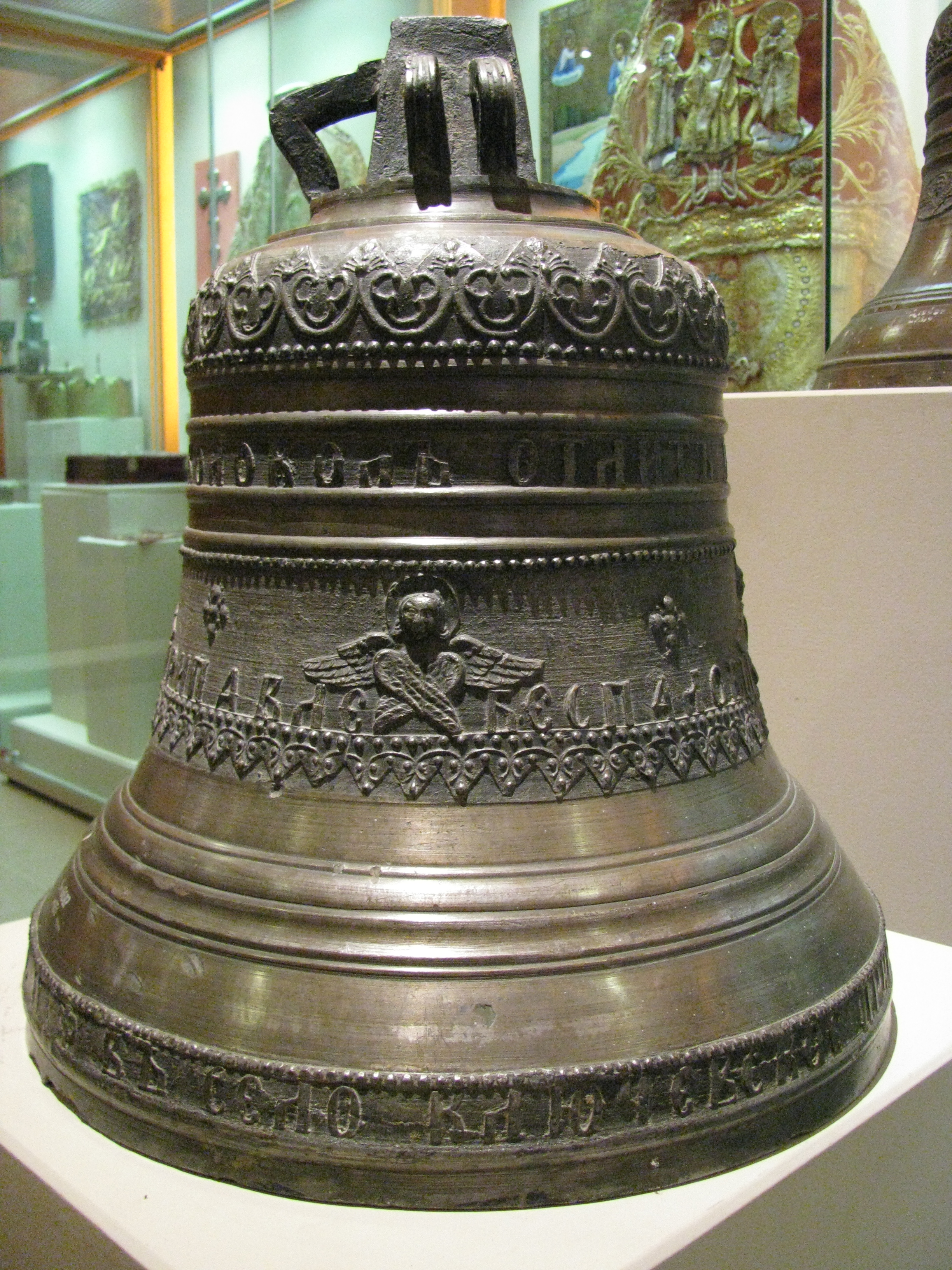
Колокол, отлитый на Урале в XVIII веке

- 1871—1925 — хранитель музея (на общественных началах):
  - 1871 — Левандо Иван Самсонович
  - 1871—1876 — Дрездов Александр Януарьевич
  - 1876—1880 — Малахов Виктор Михайлович
  - 1880—1884 — Ружицкий Евгений Людвигович
  - 1884—1900 — Лобанов Дмитрий Иванович
  - 1900—1901 — Романов Л. Г. (?-?)
  - 1901—1902 — Острейко-Оржешко Николай Константинович
  - 1902—1905 — Клер, Онисим Егорович
  - 1905—1919 — Коротков Евгений Никитич
  - 1919—1922 — Бучельников Сергей Михайлович
  - 1922—1924 — Клер, Владимир Онисимович
  - 1924 — Колосов Юлий Михайлович
  - 1924 (окт.) — 1925 (март) — Лебедев Александр Сергеевич

в 1911 в УОЛЕ была введена платная — заведующий музеем; данную должность в 1911—1918 годах занимал Модест Онисимович Клер.
- 1925—1978 — директор музея
  - 1925 (март) — 1926 (дек.) — Хандросс Лазарь Моисеевич
  - 1926 (дек.) — 1929 — Дидковский Борис Владимирович
  - 1926—1933 — Будрин Василий Иванович (хранитель музея) (1881—1954)[21]
  - 1930—1933 — Шатунов
  - 1934—02.11.1937 — Щепкин Иван Васильевич[22]
  - 1938—1944 — Курбатова Антонина Петровна
  - 1944—1946 (февр.) — Пьянков Адриан Афанасьевич (1884 — 15.02.1953)
  - 1946 (февр.) — 1948 (май) — Дивинский Борис Александрович (1912 — ????)
  - 1948 (май) — ? — Столяров Иван Денисович
  -  ? — 1954 — Зенков
  - 1954—1960 — Фомин Юрий Сергеевич
  - 1960—1979 — Бальчугов Александр Дмитриевич
- 1979 — н.в. — генеральный директор музея
  - 1979—1980 — Бальчугов Александр Дмитриевич
  - 1980—1982 — Ивачева Светлана Михайловна
  - 1983 — Мырсин Анатолий Максимович
  - 1983 (дек.)—1993 — Узикова Нина Александровна
  - 1993—28.02.2010 — Уфимцев Валерий Константинович
  - 01.03.2010 — ??.05.2022 — Ветрова Наталья Константиновна[23]
  - 05.2022 — н.в. — Емельянов Александр Вячеславович